# Jonne (Polen)
Jonne [jɔnnɛ] is een dorp in de gemeente Lutocin in het Poolse woiwodschap Mazovië, in het powiat Żuromin, in het midden van Polen. Het ligt ongeveer 5 kilometer ten zuidoosten van Lutocin, 15 kmten zuidwesten van Żuromin en 115 km ten noordwesten van Warschau.
Van 1975-1998 behoorde het dorp tot het woiwodschap Ciechanow.